# Mateusz Gawryś (1926–2003)

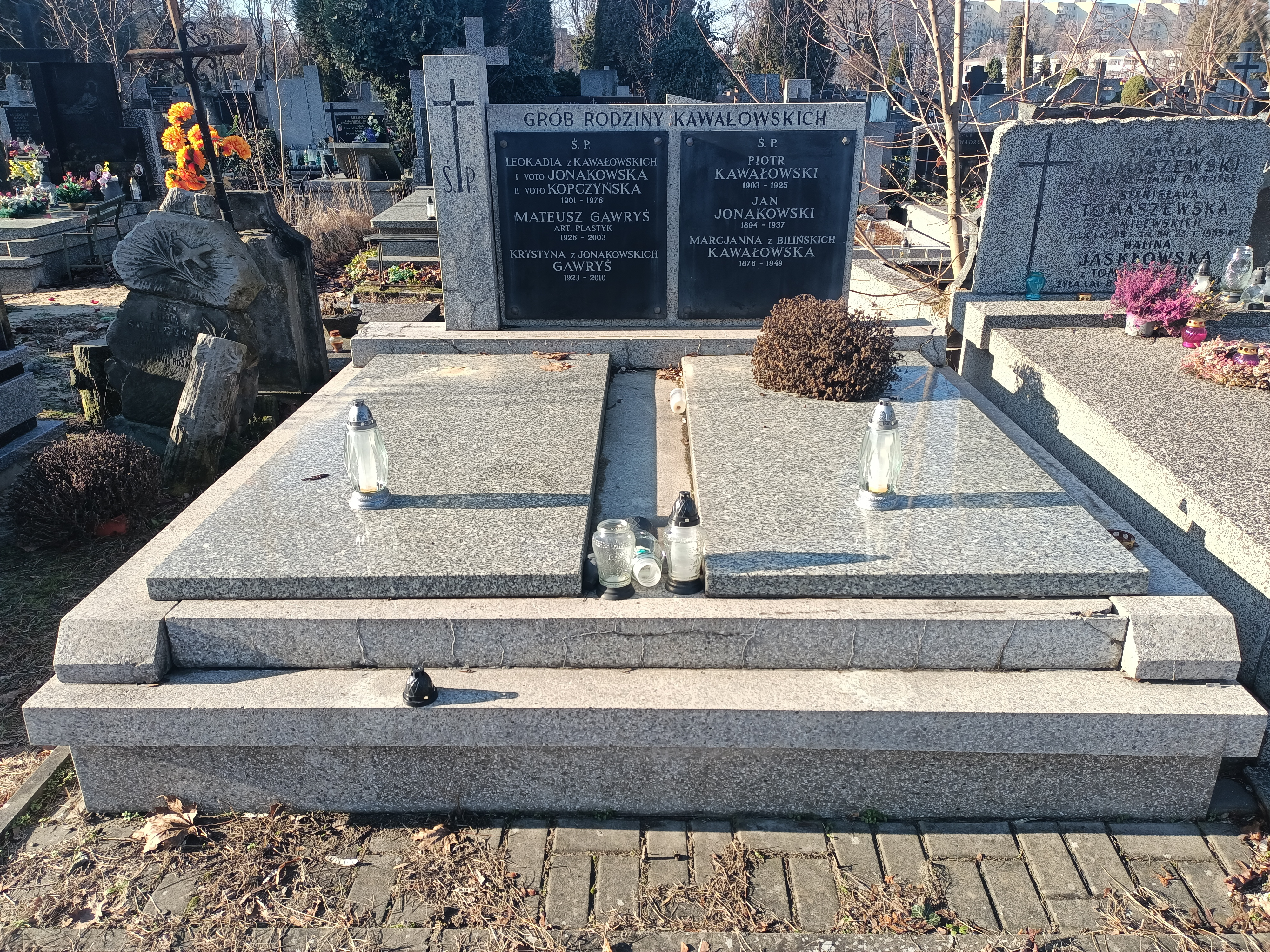
Grób Mateusza Gawrysia na Cmentarzu Bródnowskim w Warszawie

Mateusz Gawryś (ur. 21 września 1926 w Warszawie, zm. 8 maja 2003 tamże) – polski grafik, ilustrator książek, autor, malarz.
Ukończył studia na Wydziale Grafiki warszawskiej ASP. Malował, projektował grafikę książkową oraz plakaty, zajmował się wystawiennictwem i grafiką wystawową. Był redaktorem artystycznym Instytutu Wydawniczego „Nasza Księgarnia”. Szczególnie interesował się grafiką popularnonaukową. Był również autorem książek popularnonaukowych, do których przygotował ilustracje. Mieszkał w Warszawie. Pochowany na cmentarzu Bródnowskim w Warszawie (kwatera 78B-1-26).

## Twórczość wybrana

### Książki
- Port, Nasza Księgarnia, Warszawa 1961
- Samoloty, Nasza Księgarnia, Warszawa 1961
- W krainie jutra, Zbigniew Przyrowski, Nasza Księgarnia, Warszawa 1966
- Pradziadkowie zegara, Bolesław Orłowski, Nasza Księgarnia, Warszawa 1968
- Seria okładek książek Poczet wielkich...
- Sen o Troi : opowieść o życiu Schliemanna,  Heinrich Alexander Stoll, (tłum. z niemieckiego Halina i Stanisław Kowalewscy), Nasza Księgarnia, Warszawa 1980 ISBN 83-10-07746-7
- Samoloty współczesne, Nasza Księgarnia, Warszawa 1981 ISBN 83-10-08057-3
- Jaka jesteś Ziemio, Nasza Księgarnia, Warszawa 1984 ISBN 83-10-08562-1

### Obrazy
- Pejzaż, 1975
- Tkanina, Cykl Zielony, 1991
- Drogi, Cykl Port, 1996
- Pejzaż, 1999[5]

## Nagrody
- Brązowe Koziołki na I Biennale Sztuki dla Dziecka w Poznaniu (1973),
- Brązowy Medal na Międzynarodowej Wystawie Sztuki Edytorskiej IBA w Lipsku (1975),
- Nagroda Prezesa Rady Ministrów za całokształt twórczości artystycznej dla dzieci i młodzieży (1983).